# Love in an Elevator
«Love in an Elevator» (с англ. — «Любовь в лифте») — песня американской рок-группы Aerosmith с их альбома Pump (1989). В августе 1989 года, где-то за месяц до выхода альбома, была издана отдельным синглом.
В США песня достигла 5-го места в «Горячей сотне» журнала «Билборд» (Billboard Hot 100). В чарте Hot Mainstream Rock Tracks того же «Билборда» песня побывала на 1 месте. На другой стороне океана в Великобритании сингл с песней «Love in an Elevator» добрался до 13 места (в чарте UK Singles Chart).